# Powiat Feldbach
Powiat Feldbach (niem. Bezirk Feldbach) – dawny powiat w Austrii, w kraju związkowym Styria, przy granicy ze Słowenią. Siedziba znajdowała się w Feldbach. W 2013 roku został zlikwidowany i wraz z powiatem Radkersburg wszedł w skład nowo utworzonego powiatu Südoststeiermark.

## Geografia
Feldbach graniczył z powiatami: na północnym zachodzie Graz-Umgebung, na północy Weiz, północnym wschodzie Fürstenfeld, na wschodzie Jennersdorf (w Burgenlandzie), na południu Radkersburg, na zachodzie Leibnitz. Powiat graniczył również na południowym wschodzie w gminie Sankt Anna am Aigen ze Słowenią (granica długości ok. 6 km, z jednym przejściem granicznym).

## Demografia
| Rok  | Liczba mieszkańców |
| ---- | ------------------ |
| 1981 | 64 978             |
| 1991 | 65 751             |
| 2001 | 67 200             |

## Miasta i gminy
Powiat podzielony był na 55 gmin, wliczając w to 2 miasta i 4 gminy targowe.
| Miasta 1. Fehring 2. Feldbach Gminy targowe 1. Jagerberg 2. Kirchbach in Steiermark 3. Riegersburg 4. Sankt Stefan im Rosental Gminy 1. Auersbach 2. Aug-Radisch 3. Bad Gleichenberg 4. Bairisch Kölldorf 5. Baumgarten bei Gnas 6. Breitenfeld an der Rittschein 7. Edelsbach bei Feldbach 8. Edelstauden 9. Eichkögl | 1. Fladnitz im Raabtal 2. Frannach 3. Frutten-Gießelsdorf 4. Glojach 5. Gnas 6. Gniebing-Weißenbach 7. Gossendorf 8. Grabersdorf 9. Hatzendorf 10. Hohenbrugg-Weinberg 11. Johnsdorf-Brunn 12. Kapfenstein 13. Kirchberg an der Raab 14. Kohlberg 15. Kornberg bei Riegersburg 16. Krusdorf 17. Leitersdorf im Raabtal 18. Lödersdorf 19. Maierdorf 20. Merkendorf | 1. Mitterlabill 2. Mühldorf bei Feldbach 3. Oberdorf am Hochegg 4. Oberstorcha 5. Paldau 6. Perlsdorf 7. Pertlstein 8. Petersdorf II 9. Pirching am Traubenberg 10. Poppendorf 11. Raabau 12. Raning 13. Sankt Anna am Aigen 14. Schwarzau im Schwarzautal 15. Stainz bei Straden 16. Studenzen 17. Trautmannsdorf in Oststeiermark 18. Unterauersbach 19. Unterlamm 20. Zerlach |

## Transport
Przez powiat przebiegały drogi krajowe B57 (Güssinger Straße), B66 (Gleichenberger Straße), B68 (Feldbacher Straße) i B73 (Kirchbacher Straße).
Główną linią kolejową była Wschodnia Kolej Styryjska (Graz-Szombathely), do której dochodzi w Fehring linia z Wiener Neustadt i w Feldbach linia z Bad Gleichenberg.